# ピャーポン
ピャーポン（ビルマ語：ဖျာပုံမြို့、モン語：ဖျာ ပုၚ်、[phya pɜŋ]）は、ミャンマーのエーヤワディ県のピャーポン郡の町・郡庁所在地であり、エーヤワディ川の支流ピャーポン川沿いにある。アンダマン海から内陸に約15 km、前首都ヤンゴンから南に約75マイルのところに位置する。2006年の人口は約30万人。周辺の農業地帯からの米の集荷拠点となっており、ドイツのシーメンス社の機器を使ったディーゼル発電所がある。